# کالای روسی نخرید!
کالای روسی نخرید! (به اوکراینی: Не купуй російське!)، یک کمپین مقاومت خشونت‌پرهیز برای جلوگیری از نفوذ اقتصادی روسیه در اوکراین است. این کمپین اعتراض‌آمیز در ۱۴ اوت ۲۰۱۳ به عنوان واکنشی در برابر تحریم اقتصادی روسیه علیه اوکراین، آغاز شد. این کمپین توسط جنبش ویدزیش (به انگلیسی: Vidsich) در رسانه‌های اجتماعی سازمان‌دهی شده‌است. گستره این کمپین به توزیع گسترده بروشورها، پوسترها، برچسب‌ها در بیش از ۴۵ شهر و شهرک رسید. با آغاز تظاهرات یورومیدن در نوامبر ۲۰۱۳ کمرنگ شد، اما در ۲ مارس ۲۰۱۴ و پس از جنگ روسیه و اوکراین از سر گرفته شد.

## دلایل
بر طبق گفته فعالان، آغاز این کمپین پاسخی بود در ازای یک رشته از جنگ‌های اقتصادی که روسیه علیه اوکراین آغاز کرده بود، از جمله «جنگ گوشت»، «جنگ پنیر» و «جنگ شکلات». در ۱۴ اوت ۲۰۱۳، سرویس گمرک فدرال روسیه همهٔ شرکت‌های صادرکننده اوکراینی را در فهرست «در معرض خطر» قرار داد که نتیجه آن انزوای محصولات اوکراینی بود که به روسیه وارد می‌شدند. در پی آن، صدها کامیون پر و قطار مملو از کالاهای اوکراینی در پشت مرز روسیه انباشته شدند.

## تحریم‌ها

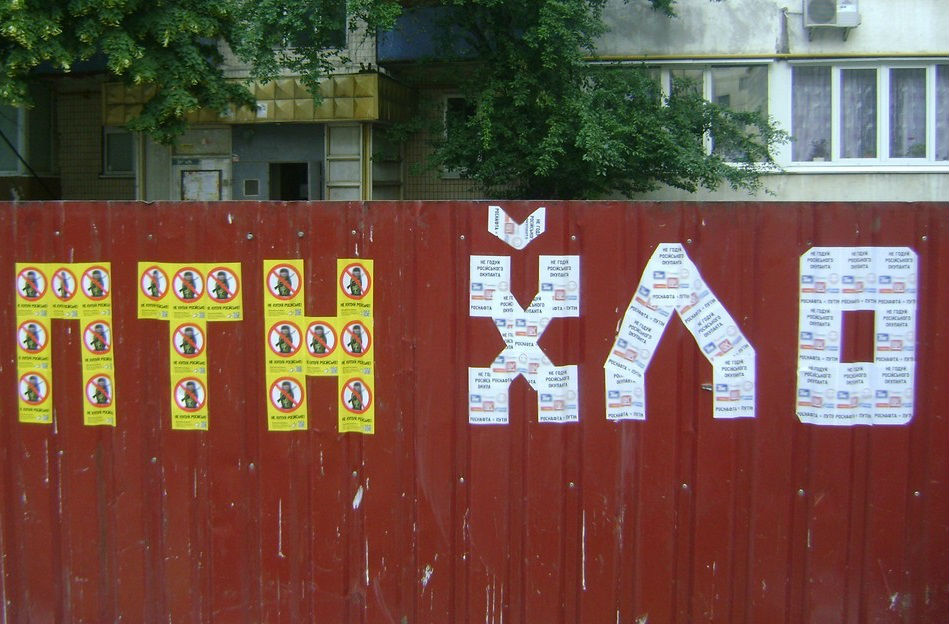
یک برچسب بر دیوار در شهر برواری به معنی "پوتین نادان"

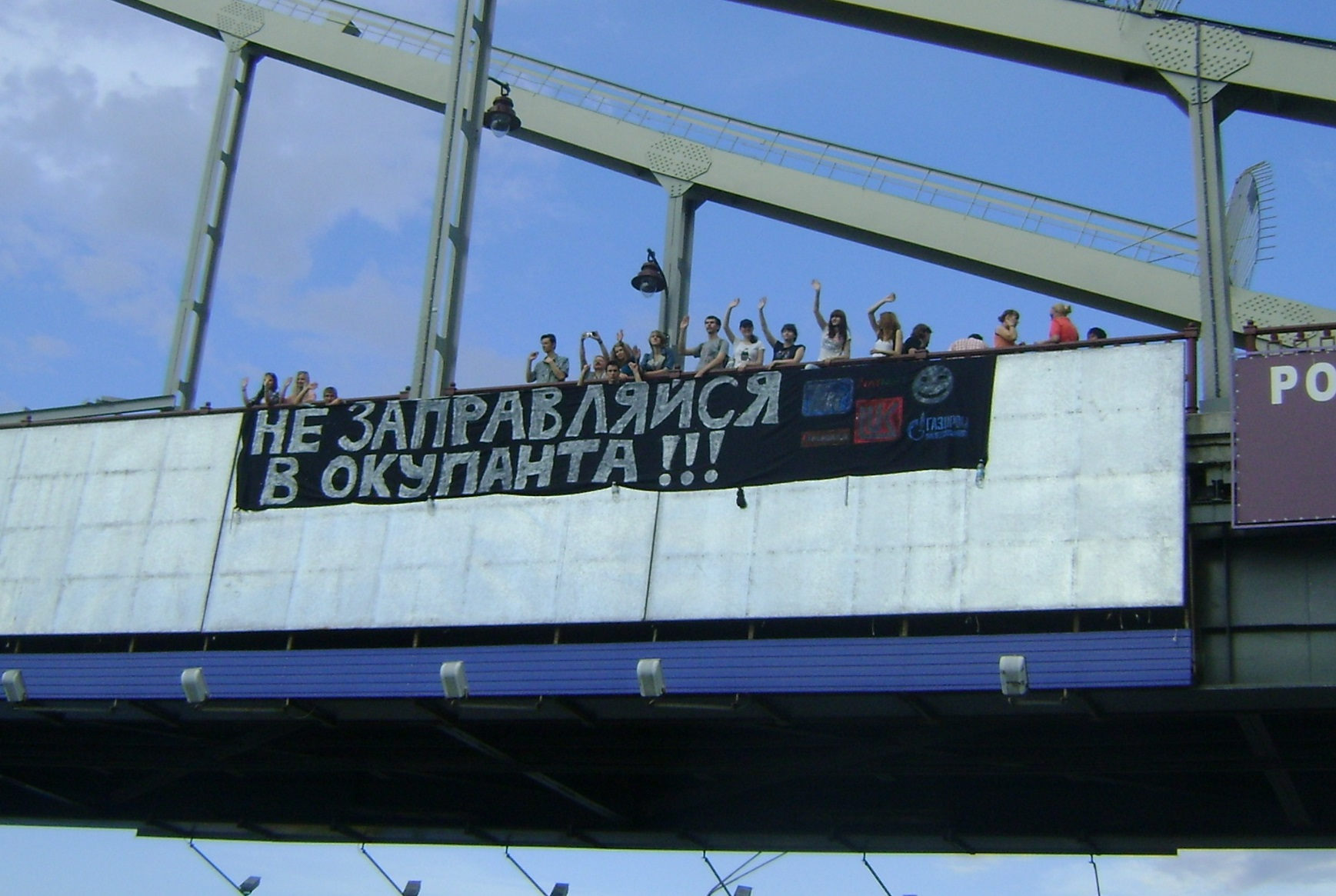
فعالان با نصب یک بنر مردم را به استفاده نکردن از گازوئیل روسی دعوت می‌کنند

### در اوکراین
در ۲۲ اوت ۲۰۱۳، فعالان اعتراضی در نزدیکی کاخ ریاست جمهوری اوکراین برگزار کردند. این کمپین با توزیع گسترده بروشورها، پوسترها و برچسب‌ها در بیش از ۴۵ شهر و شهرک در اوکراین ادامه یافت. کاریکاتورهایی از ماتروشکاهای روسی در کمپین مورد استفاده قرار گرفتند. کمپین با آغاز یورومیدن کم‌رنگ‌تر شد.
در ۲ مارس ۲۰۱۴، فعالان کمپین با استفاده از شبکه‌های اجتماعی اعلام کردند که تحریم‌ها در قبال هر گونه کالا و خدماتی که باعث منفعت‌بردن شرکت‌های روسی می‌شود، از سر گرفته خواهد شد. هدف از این کار حفظ درامدهای اوکراین و پیشگیری از ورود آن به روسیه و حمایت از ارتش روسیه و پاسخ به بحران کریمه و مداخله نظامی روسیه در اوکراین بود.
در مارس ۲۰۱۴، فعالان کمپین شروع به سازمان‌دهی کردن فلش مابهایی در سوپرمارکت‌ها کردند تا از مشتری‌ها بخواهند کالای روسی نخرند و پمپ بنزین‌ها، بانک‌ها، کنسرت‌های روسی را تحریم کنند. در آوریل ۲۰۱۴، برخی از سینماها در کی‌یف، لیف و اودسا از نمایش فیلم‌های روسی سرباز زدند.
در تابستان ۲۰۱۴، فعالات کمپین در کیف، شروع به سازمان‌دهی کردن فلش ماب‌ها و رویدادهایی در رستوران‌ها و کافی‌شاپ‌های روسی کردند.
در اواخر اوت ۲۰۱۴، فعالان، کمپینی را برای مقابله با فیلم‌ها و سریال‌های روسی در رسانه‌های اوکراینی آغاز کردند.
در آوریل ۲۰۱۴، برخی از شرکت‌های روسی، بارکدهای خود را از روسی به اوکراینی تغییر دادند. در پاسخ به این حرکت، فعالان اوکراینی با طراحی نرم‌افزار Boycott Invaders برای سیستم عامل اندروید اقدام به معرفی نام این‌گونه کالاها و شرکت‌ها کردند.

### گسترش بین‌المللی کمپین
در آغاز مارس ۲۰۱۴، تحریم به بقیه کشورها هم سرایت کرد، بلاروس، لتونی، لیتوانی، استونی، لهستان، مولداوی، گرجستان، آمریکا و جمهوری چک از جمله این کشورها بودند.

## نتایج
در بهار ۲۰۱۴، فروش کالاهای روسی در اوکراین بین ۳۵ تا ۵۰ درصد کاهش یافته بود. در می ۲۰۱۴، سوپرمارکت‌های اوکراینی از عرضه کالاهای روسی خودداری کردند. واردات کالا از روسیه به یک‌سوم مقدار پیشین کاهش یافت.
در آوریل ۲۰۱۴ این‌طور گزارش شد که تولیدکنندگان روسی در حال عوض کردن بارکد محصولات خود با بارکد کشورهای دیگر هستند. علاوه، این‌طور فاش شد که در برخی از فروشگاه‌های اوکراین بر روی کالاهای روسی «سرپوش» غیرمجاز گذاشته می‌شود
بر اساس آمار مؤسسه اقتصادی استاندارد اند پورز، از ژانویه تا می ۲۰۱۴، بانک‌هایی اوکراینی که سرمایه روسی داشتند، بیش از ۵۰ درصد از سپرده خود را از دست دادند.
مقایسه نرخ تماشای سریال‌های روسی در اکراین در سال ۲۰۱۳ و ۲۰۱۴ نشان می‌دهد که نرخ تماشای سریال‌های روسی به یک‌سوم کاهش یافته‌است.

## دید عامه مردم
بر طبق یک پژوهش اینترنتی از طرف TNS در اکراین، در بین ماه‌های مارس تا آوریل ۲۰۱۴، ۵۲ درصد اکراینی‌ها نسبت به تحریم کالاهای روسی «موافق» یا «نسبتاً موافق» بودند. در طبق این نظرسنجی، ۳۹ درصد اکراینی‌ها در این تحریم شرکت کردند. تحقیقات بیشتر مشخص کرد که از ژوئیه تا اوت ۲۰۱۴، نسبت حامیان تحریم کالاهای روسی از ۵۲ درصد به ۵۷ درصد افزایش یافته‌است. تعداد افرادی که عملاً در تحریم شرکت کرده‌اند هم از ۴۰٪ به ۴۶٪ افزایش یافته‌است. بر طبق داده‌هایی که TSN منتشر کرده‌است، در سپتامبر ۲۰۱۴، ۵۰٪ اکراینی‌ها به این جنبش تحریم کالاهای روسی پیوسته‌اند.

## نقد

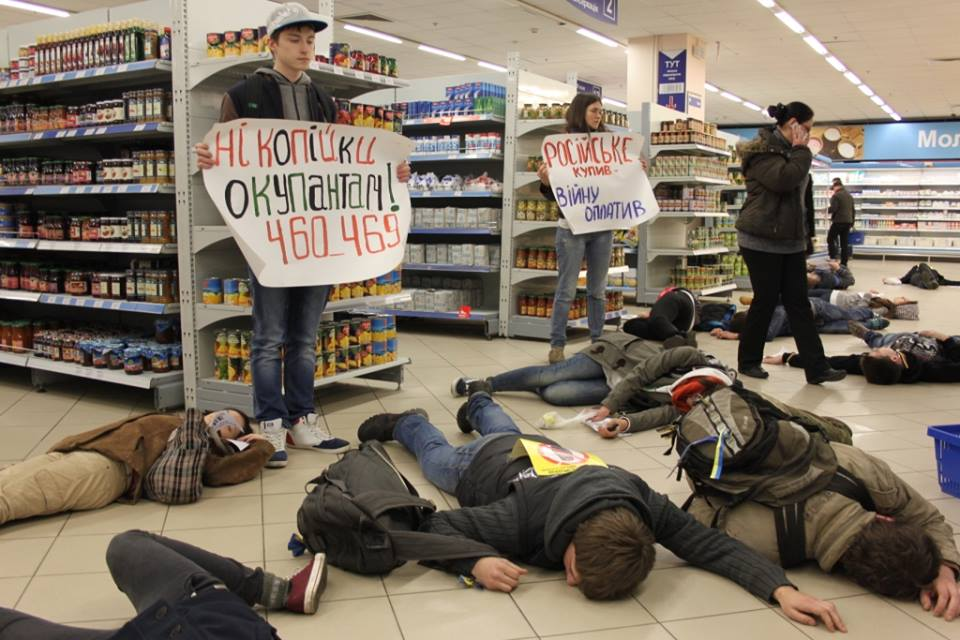
فلش ماب در یک سوپر مارکت در کیف

آندری نواک، اقتصاددان روسی می‌گوید که در مارس ۲۰۱۴ این جنبش تنها چند میلیون دلار به اقتصاد روسیه زیان رسانده‌است. به عقیده او راه‌های مؤثرتری برای مبارزه با اقتصاد روسیه وجود دارد و بهترین راه آن تحریم شرکت گازپروم است.
ایده این کار توسط گروه فوزی (به انگلیسی: Fozzy Group) ارائه شد. این گروه، از مجموعه شرکت‌های اوکراینی اداره‌کننده خرده فروشی‌ها تشکیل شده که از طرف دولت اوکراین و فروشگاه‌های بین‌المللی در این کشور مانند آوخان (به انگلیسی: Auchan) حمایت نمی‌شوند. علت ارائه این راهکار، دیدگاه غیر سیاسی این گروه است.
آندری دلیهاچ به مدیرعامل گروه ادوانتر پیشنهاد داد که به جای جلوگیری از ورود کالاهای روسی بر استفاده از کالاهای اوکراینی توجه بیشتری شود.
دانیلو واخووسکی وبلاگ‌نویس اوکراینی روس زبان می‌گوید که آگاهانه استفاده از خطوط اینترنت روسی را ادامه خواهد داد زیرا این کار به ایجاد بستر مناسب برای همکاری بین روسیه و اوکراین را ایجاد خواهد کرد. اگرچه این حرکت، میهن پرستانه نیست اما به ایجاد و گسترش پروژه‌های «پیدایش و تغییر یک دنیای بهتر» مانند ضدویروس کاسپرسکی، QIWI و Ostrovok.ru کمک می‌کند.